# نادي بيت الكلب
نادي الوجار أو بيت الكلب هو نادي تربية الكلاب الرسمي في المملكة المتحدة. إنه أقدم نادي لتربية الكلاب المعترفه فيها في العالم. يتمثل دورها في الإشراف على أنشطة الكلاب المختلفة بما في ذلك عروض الكلاب وخفة الحركة للكلاب والتجارب العملية. كما أنها تدير السجل الوطني لكلاب النسب في المملكة المتحدة وتعمل كمجموعة ضغط بشأن القضايا المتعلقة بالكلاب في المملكة المتحدة. يقع مقرها الرئيسي في شارع كلارجيس في مايفير، لندن، ولها مكاتب تجارية في إيلزبري.
يقسم نظام تسجيل نادي تربية الكلاب إلى سبع مجموعات سلالات. مجموعات نادي Kennel Club هي: مجموعة كلاب الصيد، مجموعة العاملون، مجموعة كلاب الترير،مجموعة من انحاء العالم، ومجموعة كلاب صغيرة. اعتبارًا من عام 2020، تعرف نادي بيت الكلب على 218 سلالة من الكلاب.
يقوم نادي بيت الكلب بترخيص عروض الكلاب في جميع أنحاء المملكة المتحدة، ولكن عرض الكلاب الوحيد الذي يديره بالفعل هو كروفتس. يقام المعرض منذ عام 1928 ويستقطب المتنافسين من جميع أنحاء العالم. يقام كل شهر مارس في مركز المعارض الوطني برمنغهام، ويتضمن عرض سكروفتس الأقل رسمية للكلاب المهجنة والكلاب المختلطة. يقيم نادي بيت الكلب أيضًا حدث اكتشاف الكلاب في لندن كل خريف.
النادي هو شريك غير عضو مع الاتحاد الدولي للكلاب.

## التاريخ

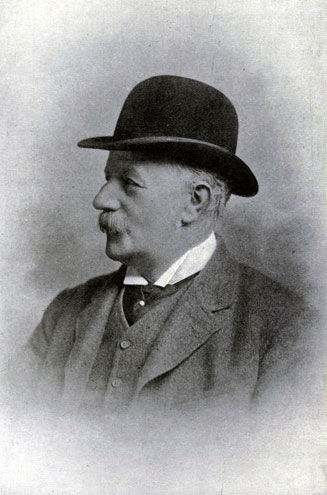
شيرلي سيوالس مؤسس نادي بيت الكلب

تأسس نادي بيت الكلب في 4 أبريل 1873 بعد أن أصيب شيرلي سيوالس بالإحباط من خلال محاولة تنظيم عروض الكلاب دون مجموعة ثابتة من القواعد. منذ أول عرض للكلاب في عام 1859، أصبحت العروض مشهورة بشكل متزايد. تم إدراج شيرلي كعارض في ترير الثعالب في معرض جمعية عرض الكلاب برمنغهام في عام 1865. جنبا إلى جنب مع مجموعة من السادة الآخرين، قام بتنظيم المعرض الكبير الأول للكلاب الرياضية والكلاب الأخرى الذي أقيم في كريستال بالاس في يونيو 1870. لم يكن العرض ناجحاً ماليًا وكان على المنظمين تعويض الخسارة.
يبدو أن هذا كان الدافع وراء قيام شيرلي بالدعوة إلى اجتماع مع 12 آخرين كانوا مهتمين بالحكم على كلاب النسب وعرضها. وافق الاجتماع، في عام 1873، على إنشاء نادي بيت الكلب. تم عقده في في قصور ألبرت، شارع فكتوريا، لندن وهي شقة صغيرة بها ثلاث غرف فقط. تم إجراء جميع الأعمال من هناك حتى الانتقال إلى المجمع التجاري بال في مايو 1877.
قرروا أنهم سيكونون مسؤولين عن نشر كتاب لتسجيل النسب، وتم نشر المجلد الأول وأصبح جاهزًا للتوزيع في ديسمبر 1874. أدرجت أنساب الكلاب المتنافسة في العروض من عام 1859 وتضمنت أيضًا «مدونة قواعد لتوجيه عروض الكلاب والتجارب الميدانية» 
تم تعيين شيرلي كرئيس في أول اجتماع عام سنوي لنادي بيت الكلب في 1 ديسمبر 1874.
شهد نادي بيت الكلب تغييرًا خاصًا تحت رئاسة جون مكدوغال خلال الفترة من 1981 إلى 1996. من بين التغييرات التي ساعد في إدخالها كانت تجديد دستور النادي، وتطوير منظمة جونيور لتشجيع مشاركة الشباب في رياضة عرض الكلاب، وإنشاء مكتبة وصندوق خيري. وتحت إشرافه أيضًا أصبح نظام التسجيل محوسبًا.

## كروفتس

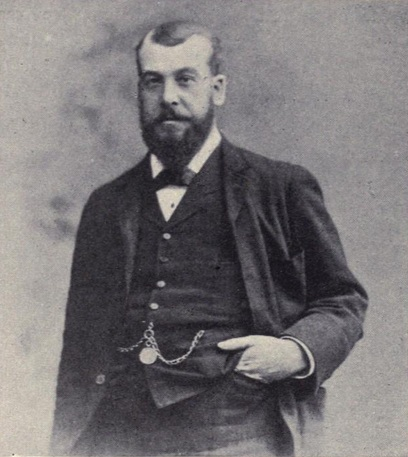
تشارلز كروفت المؤسس لعرض كلاب كروفتس.

أنتج تشارلز كروفت أول عرض سنوي ناجح للكلاب من جميع السلالات في عام 1891. أنتج عرض كلاب كروفتس. لمدة 45 عامًا إلى وفاته في عام 1938. استمرت أرملته إيما في أربعة عروض. ثم باعتها إلى نادي بيت الكلب، حيث شعرت بأنها غير قادرة على تخصيص الوقت للعمل في مثل هذا المشروع الكبير وأرادت إدامة إرث زوجها. لم تقام أي عروض خلال الحرب العالمية الثانية. كان أول عرض كروفتس الذي أقامه نادي بيت الكلب في عام 1948 في أولمبيا، لندن. تم بث العرض لأول مرة بواسطة هيئة الإذاعة البريطانية عام 1950.[بحاجة لمصدر]
نتقل العرض إلى إيرلز كورت في عام 1979، حيث ظل حتى انطلاق عرضه المئوي في عام 1991 في المركز الوطني للمعارض في برمنغهام، حيث لا يزال يقام هناك. كان في الأصل عرضًا لمعرض الكلاب الأصيلة، فقد توسعت على مر السنين وتضم الآن معظم تخصصات الكلاب الأخرى مثل الطاعة والرشاقة والكرة الطائرة.

## اكتشف الكلاب

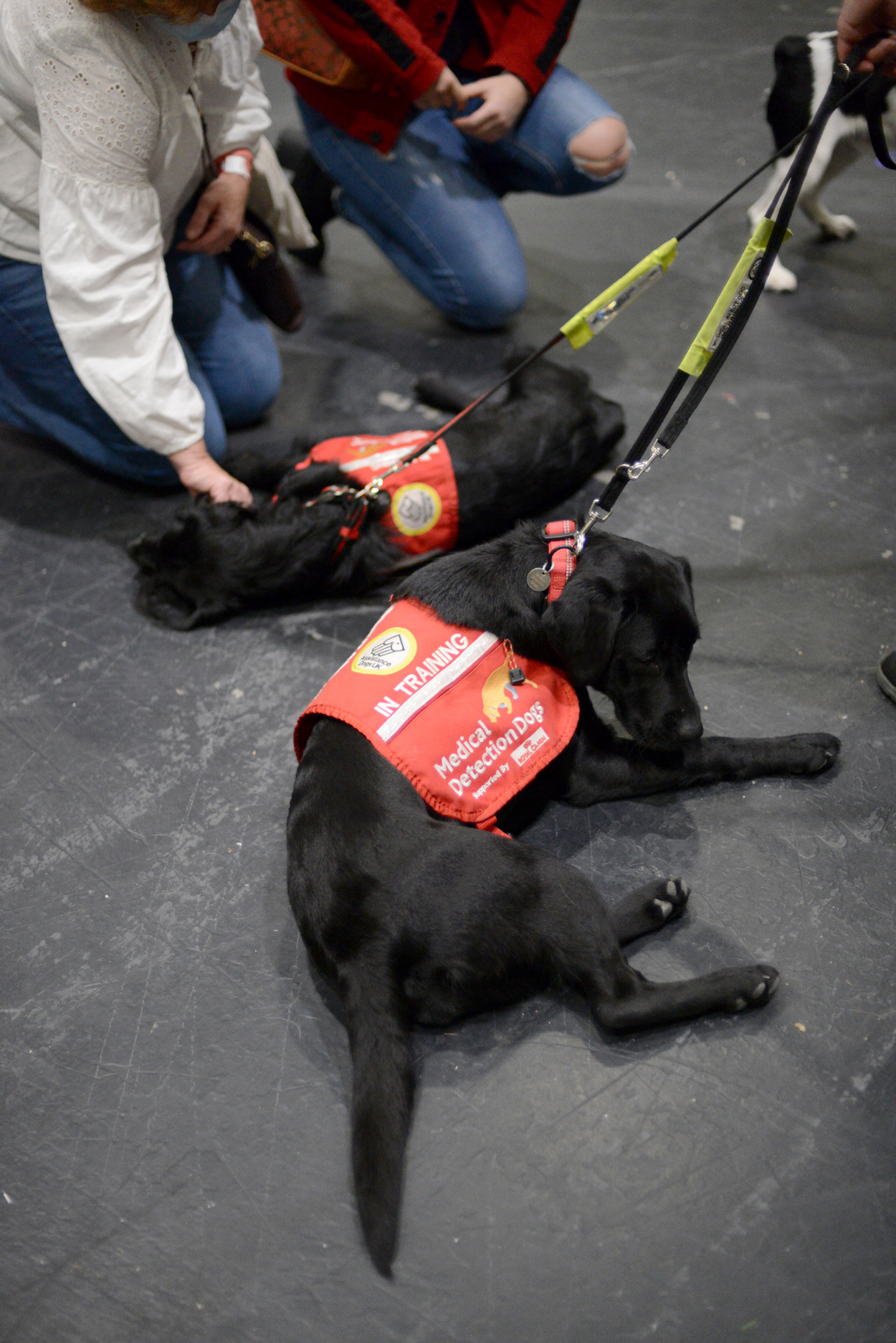
حضرت كلاب الكشف الطبي مؤتمر اكتشاف الكلاب لعام 2021 في مركز إكسل بلندن.

في البداية، تم تنظيم حدث اكتشاف الكلاب كجزء من عرض كروفتس للكلاب، ولكن مع زيادة شعبيته، أصبح حدثًا قائمًا بذاته.  تأسس في عام 1996، وهو يتيح للجمهور فرصة مقابلة ممثلين من جميع سلالات الكلاب الأصيلة والتحدث مع خبراء السلالات حول مدى ملاءمة السلالة كحيوان أليف.
حتى عام 2014، أقيم هذا الحدث السنوي لمدة يومين في مركز إيرلز كورت للمعارض في لندن في نوفمبر. منذ عام 2015، تم عقده في أكتوبر في مركز إكسل في شرق لندن.
يتضمن الحدث الدور نصف النهائي لمسابقة كانيل جازيت جونير وارنت، ومسابقة للكلاب الأصيلة التي تتراوح أعمارها بين ستة و 18 شهرًا، ونهائي المناولة الوطنية للصغار، بالإضافة إلى مسابقات رشاقة وعروض من قبل الشرطة وفرق الكلاب الأخرى. يوجد أيضًا عدد كبير من الأكشاك التجارية. إنها تحظى بشعبية، حيث اجتذب حدث 2012 حشدًا يزيد عن 30000 شخص.
من عام 2000 إلى عام 2012، استضافت اكتشاف الكلاب أيضًا نهائيات مسابقة سكروفت لعائلة الكلاب المختلطة للسنة للكلاب المختلطة. منذ عام 2013، أقيم هذا بالتزامن مع عرض كروفتس الرئيسي.

## صندوق بيت الكلب الخيري
جمعية بيت الكلب الخيرية هي مؤسسة خيرية للكلاب تعتني برفاهية الكلاب وصحتها. إنهم يمولون مجموعة متنوعة من الأعمال، بما في ذلك دعم البحث في أمراض الكلاب، ومنظمات رعاية الكلاب، والترويج لكلاب الخدمة. تأسست في عام 1987، وتم تسجيلها لأول مرة لدى مفوضية المؤسسات الخيرية في مايو 1988. أصبحت دوقة كورنوال الراعية الرسمية الأولى للصندوق في أكتوبر 2007 عندما احتفلت بالذكرى العشرين لتأسيسها.
يقدم نادي بيت الكلب العديد من التبرعات لأسباب خيرية، حيث بلغ إجمالي المنح أكثر من 10 ملايين جنيه إسترليني بين مؤسسة النادي و 2020. تلقى صندوق صحة الحيوان بشكل متكرر تبرعات من نادي بيت الكلب، وفي عام 2012، تم منح قرض بدون فوائد بقيمة 1.5 مليون جنيه إسترليني اليه لتمكينه من إكمال بناء وتجهيز مركز جديد لعلاج سرطان الحيوان والأبحاث. في قاعدتها في سوفولك. يتلقون أيضًا تمويلًا منتظمًا لتمكين استمرار العمل في مركز علم الوراثة الذي يتم تشغيله بالاشتراك مع نادي بيت الكلب. تم التبرع بمبلغ 250 ألف جنيه إسترليني لمركز علم الوراثة في عام 2010. خلال عام 2010، قدم صندوق جمعية بيت الكلب الخيرية بتبرع ما يقارب من 800000 جنيه إسترليني لمساعدة منظمات غير النسب وكذلك منظمات النسب.
كما قام صندوق جمعية بيت الكلب الخيرية بتمويل مبنى جديد في المركز الزراعي الوطني، حديقة ستونلي، كيلنورث، والذي افتتحه الأمير مايكل أمير كينت في فبراير 2009. يتم استخدام المرافق لمختلف المسابقات والتدريب والندوات والفعاليات الخيرية المتعلقة بالكلاب.

## معرض فنون كلاب نادي بيت الكلب

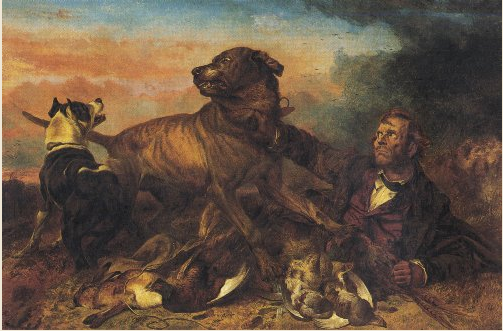
لوحة ريتشارد أنسديل عام 1865 ، الصياد في الخليج

يقع معرض بيت الكلب للفنون في المقر الرئيسي للنادي في مايفير، لندن. المعرض مخصص للفنون الجميلة عن الكلاب ويضم معارض ذات طابع خاص، بالإضافة إلى مجموعة دائمة. ومن بين الفنانين في المجموعة مود إيرل وجورج إيرل وريتشارد أنسديل وآرثر واردل وسيسيل ألدن. المعرض مفتوح فقط عن طريق الموعد
افتتح المعرض الفني في عام 2003 وكان فكرة رئيس نادي بيت الكلب السابق جون ماكدوغال. جمع النادي مجموعة كبيرة جدًا من الأعمال الفنية للكلاب، بما في ذلك 130 لوحة زيتية، و 100 عمل على الورق، وما يقرب من 100 نقش ومطبوعات، ونفس العدد من المنحوتات والجوائز. لا تزال المجموعة قيد الإضافة إلى. تقام معارض مختلفة تغطي مجموعة متنوعة من السلالات، مثل الكلاب المتوسطة التي يطلق عليها English setters والكلاب الكبيرة التي يطلق عليهاGordon Setters والكلاب الإيرلندية التي يطلق عليها Irish Setters . لاكتساب المزيد من الوعي بالمجموعة المتوفرة في المعرض الفني، فإنه ينظم أحيانًا معارض في معارض الفنون والتصميم. نُقل عن رئيس نادي بيت الكلب السابق، روني إيرفينغ، قوله "إن الشيء العظيم في معرض بيت الكلب الفني هو أنه وسيلة لتشجيع الأشخاص المهتمين بالكلاب على تعلم المزيد عن الفن وأولئك المهتمين بالفن للقيام بالمثل مع الكلاب

## مكيدة المربين المؤكدة
تم إطلاق مكيدة المربي المعتمدة في عام 2004 ولكن تم تغيير اسمه لاحقًا إلى مخطط المربي المؤكد. مع نمو العضوية، تم تعيين عدد من المستشارين الإقليميين لتفقد أماكن المربين والأوراق لضمان تلبية المعايير المناسبة. تمت إضافة توصيات خاصة بالسلالات لبعض السلالات لأول مرة في يناير 2010 بعد التشاور مع أندية السلالات.
كان الهدف من المكيدة هو مساعدة أصحاب الكلاب المحتملين على تحديد مربين مسؤولين، ولكن تم وصفه من قبل ثقة الكلب بأنه «مليء بالعثرات، وأهمها أنه يعتمد على الذات». أشار تقرير المجموعة البرلمانية المعاونة لرعاية الحيوان إلى أن معايير التربية المنخفضة التي يمارسها البعض في المكيدة قد تسمح للجمهور «بالوقوع في الخطأ بالتفكير في أن الجرو الذي يشترونه من مربي معتمد مسجل في النادي ولن يعاني من مشاكل صحية أو رفاهية الجرو المرتبطة بتاريخ تكاثرهم». ودعت إلى المزيد من الفحوصات العشوائية والتطبيق الصارم للنظام وتنص على أن «استخدام كلمة» النسب «يجب أن يكون مرتبطًا بمستوى عالٍ من التربية (من أجل الصحة والرفاهية) في جميع المجالات النادي وليس فقط مع اعداد قليلة الذين قرروا الانضمام إلى مكيدة المربين المعتمدة».
حذر التقرير أنه إذا فشلت الإجراءات الصحية التي ينفذها نادي بيت الكلب، فقد تكون اللوائح الحكومية ضرورية. أصدر نادي بيت الكلب ردًا على التقرير. أدان منتج برمانج فضيحة كلاب النسب جيميما هاريسون رداً نادي بيت الكلب، مشيرًا إلى أنهم يقللون من أهمية انتقاد النادي في التقرير ويشوهون النتائج.
في أبريل 2013، أُعلن أن المكيدة قد حصلت على اعتراف من خدمة الاعتماد بالمملكة المتحدة. تم إجراء تغييرات مختلفة على المكيدة للحصول على الاعتماد، والتي تضمنت التأكد من إجراء عمليات تفتيش لجميع مباني الأعضاء الجدد وأن أولئك الذين كانوا أعضاء بالفعل سيتم فحصهم في غضون فترة زمنية مدتها ثلاث سنوات. في يناير 2010، ساعدهم البروفيسور السيد باتريك بيتسون إلى السعي للحصول على اعتماد خدمة الاعتماد بالمملكة المتحدة في تحقيقه الاعتماد الاكاديمي في استقلاله في تربية الكلاب

## برامج أخرى
في فبراير 2013، أطلق نادي بيت الكلب برنامجًا يسمى "Get Fit With Fido"، والذي شجع أصحاب الكلاب على إنقاص الوزن من خلال ممارسة الرياضة مع كلابهم.

## فضيحة كلاب النسب

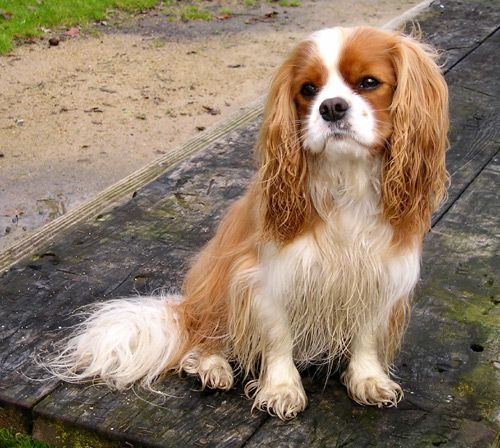
Cavalier King Charles Spaniel ، أحد سلالات الكلاب التي ظهرت في Pedigree Dogs Exposed

تعرضت المنظمة لانتقادات في برنامج بي بي سي في أغسطس 2008 فضيحة كلاب النسب للسماح بمعايير التكاثر، والحكم على المعايير وممارسات التربية التي يقال إنها تعرض صحة الكلاب الأصيلة للخطر. دفع البرنامج العديد من الرعاة إلى سحب مشاركتهم في كروفتس وفي النهاية اعلنت قناة بي بي سي بإنسحابها من تغطية برنامج كروفتس 2009. دافع نادي بيت الكلب في البداية عن ممارساتهم،  وانتقد البرنامج باعتباره "متحيزًا للغاية". كما قدمت شكوى إلى السلطة التنظيمية اوفكوم. رفضت اوفكوم إدعائات نادي بيت الكلب بالتعديل غير العادل والخداع، لكنها وجدت أن بي بي سي لم تمنح نادي بيت الكلب "فرصة مناسبة للرد" على أربعة ادعاءات محددة، بما في ذلك "ادعاء حول تحسين النسل ومقارنته مع هتلر والحزب النازي. أو ادعاء بأنها تستر على طبيعة عملية تم تنفيذها على فائز أفضل برنامج لكروفتس.
نظرًا للاستجابة العامة القوية، بدأ نادي بيت الكلب في طرح خطط صحية جديدة. خضعت معايير التكاثر لكل سلالة للمراجعة وسيُطلب من القضاة إظهار اختيار الكلاب السليمة فقط. تم الإعلان عن معايير سلالة جديدة في يناير 2009 وكان من المقرر حظر زواج الأقارب.

### إقتباسات
1. ↑  Stathers، Kath (17 مارس 2017). "How breed origin and characteristics can help explain dog behaviour". The Telegraph. Location. مؤرشف من الأصل في 2021-11-02. اطلع عليه بتاريخ 2019-12-18.
2. ↑  "KC Breed Standards". The Kennel Club. مؤرشف من الأصل في 2021-04-21. اطلع عليه بتاريخ 2011-08-19.
3. ↑  "Members & Partners". www.fci.be. مؤرشف من الأصل في 2021-11-02. اطلع عليه بتاريخ 2021-07-08.
4. ↑  "History of the Kennel Club". The Kennel Club. مؤرشف من الأصل في 2022-02-02. اطلع عليه بتاريخ 2022-04-02.
5. ↑  نادي بيت الكلب: pp. 27, 28
6. ↑  Foss، Valerie. "Is this the first show winner?". Dog World (newspaper). مؤرشف من الأصل في 2013-11-09. اطلع عليه بتاريخ 2013-01-06.
7. ↑  نادي بيت الكلب: p.3
8. 1 2  نادي بيت الكلب: p. 28
9. ↑  "John MacDougall". The Times. 2 ديسمبر 1996. بروكويست 317728175. {{استشهاد بخبر}}: templatestyles stripmarker في |المعرف= في مكان 1 (مساعدة)
10. ↑  "Discover Dogs official website". مؤرشف من الأصل في 2022-03-17. اطلع عليه بتاريخ 2020-02-27.
11. ↑  "Discover Dogs in London 2015 Onwards". Press release, the Kennel Club, June 2014. مؤرشف من الأصل في 2020-08-09. اطلع عليه بتاريخ 2020-02-27.
12. ↑  "Discover Dogs set to move to bigger venue". Dog World newspaper. مؤرشف من الأصل في 2020-07-16. اطلع عليه بتاريخ 2013-01-13.
13. ↑  "Dog Idol Finalists come to town". Evening Standard. 15 نوفمبر 2002. بروكويست 329496714. {{استشهاد بخبر}}: templatestyles stripmarker في |المعرف= في مكان 1 (مساعدة)
14. ↑  Burrington، Tom. "Discover Dogs". Dog World newspaper. مؤرشف من الأصل في 2020-07-13. اطلع عليه بتاريخ 2013-01-13.
15. ↑  Charlie Cooper, "After 120 years of ruff justice, every dog can have its day at Crufts", ذي إندبندنت, 8 March 2013. Retrieved 27 February 2020. نسخة محفوظة 2019-07-20 على موقع واي باك مشين.
16. ↑  "The Kennel Club Charitable Trust". Charity Commission. مؤرشف من الأصل في 2020-08-10. اطلع عليه بتاريخ 2013-01-09.
17. ↑  "Kennel Club Charitable Trust". Charity Commission. مؤرشف من الأصل في 2020-08-10. اطلع عليه بتاريخ 2013-01-13.
18. ↑  "Camilla takes up patronage". Coventry Telegraph. 5 أكتوبر 2007. بروكويست 332362056. {{استشهاد بخبر}}: templatestyles stripmarker في |المعرف= في مكان 1 (مساعدة)
19. ↑  "The Kennel Club Charitable Trust", The Kennel Club. Retrieved 28 February 2020. نسخة محفوظة 2020-08-09 على موقع واي باك مشين.
20. ↑  "Princess Royal opens AHT's new cancer centre". Dog World. مؤرشف من الأصل في 2020-07-15. اطلع عليه بتاريخ 2013-01-09.
21. ↑  "HRH The Princess Royal Opens The Kennel Club Cancer Centre at the AHT". Animal Health Trust. مؤرشف من الأصل في 2020-07-13. اطلع عليه بتاريخ 2013-01-09.
22. ↑  "Changes to health policies". Dog World. مؤرشف من الأصل في 2020-07-17. اطلع عليه بتاريخ 2013-01-09.
23. ↑  "Prince opens Stoneleigh Park". Coventry Telegraph. مؤرشف من الأصل في 2020-07-17. اطلع عليه بتاريخ 2013-01-09.
24. ↑  "Stoneleigh centre to stage its first show". Dog World. مؤرشف من الأصل في 2020-07-15. اطلع عليه بتاريخ 2013-01-09.
25. ↑  "The Art Gallery". The Kennel Club. مؤرشف من الأصل في 2020-08-08. اطلع عليه بتاريخ 2015-03-24.
26. ↑  "More ABS regional advisors needed". Dog World. مؤرشف من الأصل في 2020-07-15. اطلع عليه بتاريخ 2013-01-08.
27. ↑  "Kennel Club makes breed-specific changes to Accredited Breeder Scheme". Dog World newspaper. مؤرشف من الأصل في 2020-08-22. اطلع عليه بتاريخ 2013-01-13.
28. ↑  RSPCA quits Crufts over controversy surrounding 'deformed' pedigree dogs Times Online, 16 September 2008 نسخة محفوظة 27 فبراير 2021 على موقع واي باك مشين.
29. ↑  "Kennel Club Response to The Associate Parliamentary Group for Animal Welfare's (APGAW) Report". The Kennel Club. مؤرشف من الأصل في 2012-03-10. اطلع عليه بتاريخ 2009-11-07.
30. ↑  "Pedigree Dogs Exposed Filmmaker Speaks About APGAW Report". K9 Magazine. مؤرشف من الأصل في 2009-11-06. اطلع عليه بتاريخ 2009-11-07.
31. ↑  "Kennel Club launches Get Fit With Fido challenge". مؤرشف من الأصل في 2020-07-17. اطلع عليه بتاريخ 2013-03-01.
32. ↑  "Pedigree dogs plagued by disease". BBC News. 19 أغسطس 2008. مؤرشف من الأصل في 2021-12-04.
33. ↑  Irving، Ronnie (8 أغسطس 2008). "Statement about the forthcoming BBC programme 'Pedigree Dogs Exposed' – BBC1, Tuesday 19 August, 9pm". The Kennel Club. مؤرشف من الأصل في 2009-04-15.
34. ↑  Lawless، Jill (18 سبتمبر 2008). "Kennel club bites back after exposé on show dogs". The Star. Toronto. مؤرشف من الأصل في 2020-10-20. اطلع عليه بتاريخ 2010-03-27.
35. ↑  Kennel Club changes breeding rules to end cruelty Times Online نسخة محفوظة 2011-04-29 على موقع واي باك مشين.
36. ↑  Valerie Elliott (14 يناير 2009). "Healthier new bulldog will lose its Churchillian jowl". The Times. London. مؤرشف من الأصل في 2022-03-12. اطلع عليه بتاريخ 2009-01-14. New breeding standards have been brought into immediate force after the furore over breeding practices shown on a BBC One documentary, Pedigree Dogs Exposed, last summer. Breeders have until the end of June to lodge any objections

### ببليوغرافيا عامة
- Oliver، Annette (1998). From Little Acorns. Birmingham. ISBN:0-9532352-0-3.{{استشهاد بكتاب}}:  صيانة الاستشهاد: مكان بدون ناشر (link)
- Sutton، Catherine G (1980). Dog Shows and Show Dogs. Lincs. ISBN:0-903264-41-2.{{استشهاد بكتاب}}:  صيانة الاستشهاد: مكان بدون ناشر (link)

## روابط خارجية
- The Kennel Club
- Charity Commission. The Kennel Club Charitable Trust, registered charity no. 327802.
- Discover Dogs